# Тараск

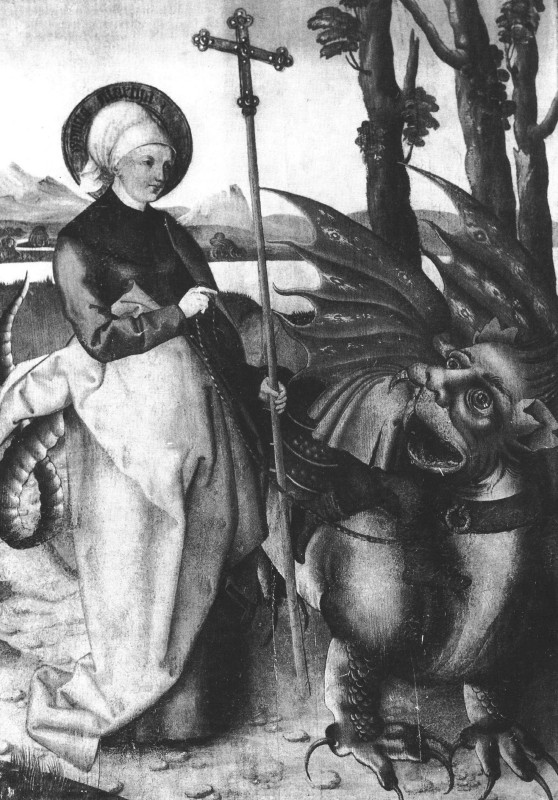
Марта и Тараск

Тараск (фр. Tarrasque) — дракон, чьё имя носит французский город Тараскон, персонаж провансальского фольклора.

## История
Легенда о драконе, который был укрощён Святой Мартой (Марфой), стала распространяться в Провансе в XII веке и была связана с появлением здесь в 1187 году священных реликвий, связанных со Святой Мартой и освящением в Тарасконе в 1197 году церкви, посвящённой святой. Одно из описаний её жития приводится в сочинении (легендариуме) Иакова Ворагинского «Золотая Легенда», написанном в середине XIII века.

## Легенда
Согласно легенде, дракон жил на берегу Роны, близ селения Нерлук, каким являлся тогда Тараскон. Наполовину зверь, наполовину рыба, больше быка и длиннее лошади, с зубами острыми, как мечи, и со всех сторон покрытый чешуей. Скрываясь в воде, он убивал всех прохожих и топил суда. Другой вариант жития святой Марфы содержит более подробное описание чудовища: оно имело две пары рогов; гриву, как у коня; горбатую спину, покрытую твёрдой ромбовидной чешуёй; толстые, как у свиньи, ноги с когтями, как у медведя, и змеиный хвост с двумя шипами.
Чудовище пожирало скот и людей; особенно ему были по вкусу девственницы. Жители Нерлука не раз пытались побороть Тараска, но безуспешно.
В конце концов местные крестьяне обратились за помощью к королю. Однако тот считал дракона глупой выдумкой невежественных простолюдинов. А если дракон — не выдумка, то поход против чудовища показался рыцарям всё равно малоинтересным: ведь Тараск не владел и не охранял сокровища. С таким королевским ответом послы из Нерлука вернулись домой.

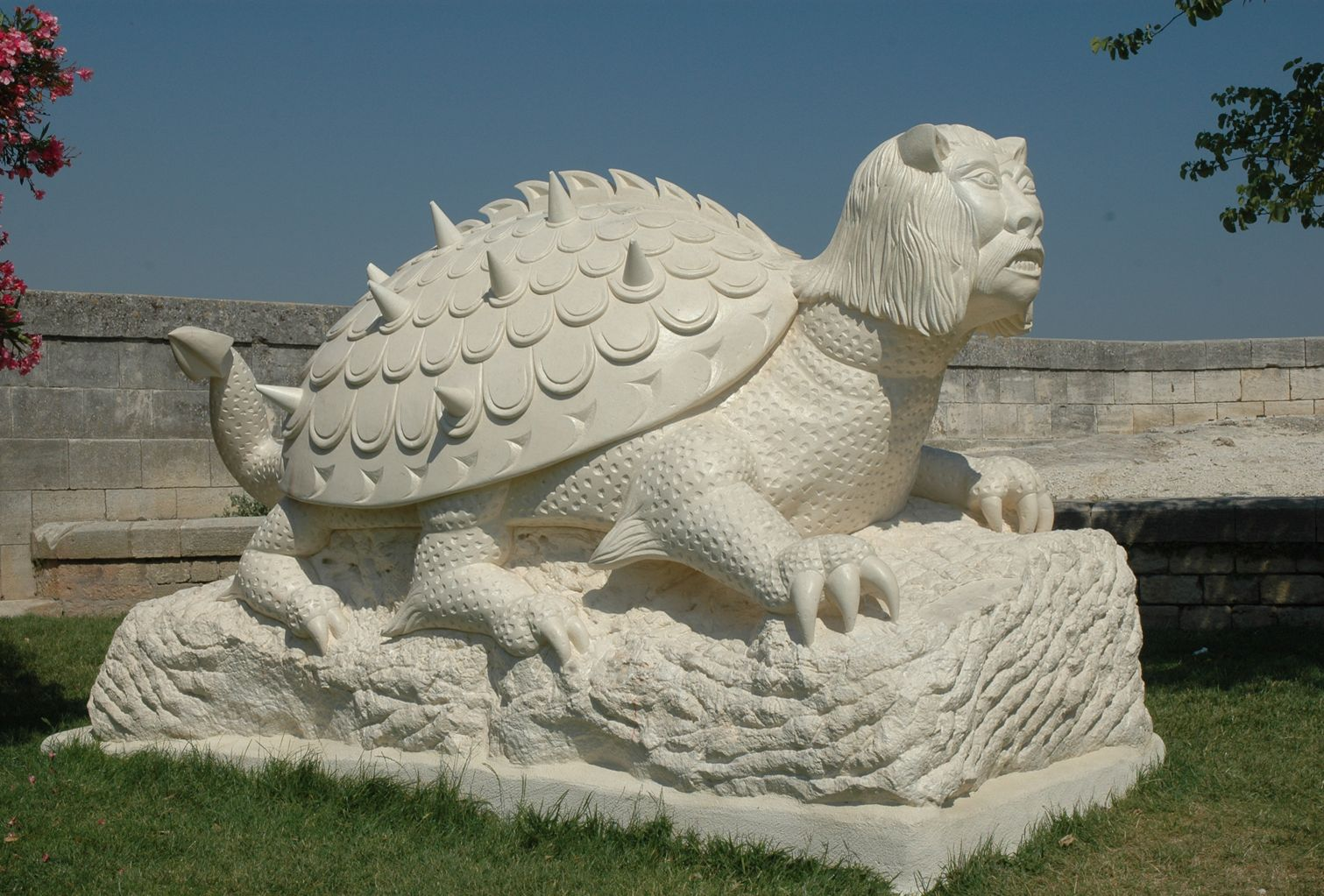
Статуя Тараска в Тарасконе

Однако как раз в это время в расположенную неподалёку гавань Сен-Мари-де-ла-Мер вошёл корабль, с которого на берег сошла дева в белой одежде. Это была Святая Марта. Крестьяне обратились к ней, и святая согласилась помочь. Придя на берег Роны, Марта села на камень и запела. Услышав прекрасную мелодию, дракон, который любил музыку, выплыл на берег, лёг у ног девушки и заснул. Тогда Марта надела на Тараска ошейник и привела прирученного дракона в село. Сперва жители Нерлука, увидев такое зрелище, пришли в ужас, однако вскоре ими овладели злоба и чувство мести. Они накинулись на зверя и убили его.

С тех пор Нерлук носит имя Тараскон, и в нём ежегодно устраивают праздничное шествие и карнавал в честь Тараска. 

Герб Тараскона

## В культуре

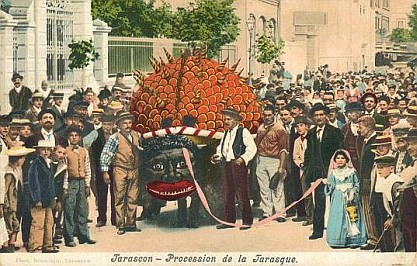
Праздничное шествие

Эта легенда породила торжества, созданные королём Рене Добрым в 1469 году, а 14 апреля 1474 года был учрежден рыцарский Орден Тараска, одной из обязанностей которого был сохранившийся до наших дней обычай, ежегодно протаскивать чучело Тараска на цепи по городу.
25 ноября 2005 года, праздник Тараска (известный также как «праздник зверей»), который проводится во второе воскресенье после пятидесятницы был объявлен ЮНЕСКО, в списке «Шедевры устного и нематериального культурного наследия» и зарегистрирован в 2008 году, как часть «Шествия в Бельгии и Франции с участием гигантских кукол». Характерной чертой этой ритуальной процессии по традиции является испускаемое ею тяжкое зловоние, к которому добавляются разного рода насильственные действия по отношению к присутствующим — то пастухи мажут прохожих можжевеловым маслом, то моряки обливают их грязной, воняющей тиной водой. По свидетельству историка Мишле, посетившего город, праздник считался неудачным, если никому из зрителей не сломали хотя бы руку.
Также сходные праздничные шествия отмечаются в Испании (Гранада, Барселона, Таррагона и др.).
Описание праздника сделал Фредерик Мистраль (Les Fêtes de la Tarasque en 1861). Тараск неоднократно упоминается в цикле романов «Тартарен из Тараскона» писателя Альфонса Доде.
В 1954 году в Валлорисе при работе с керамикой Пикассо под впечатлением легенды о прованском чудовище создал «Тараска» — кувшин из обожженной глины, частично покрытый цветной глазурью.
В честь Тараска названа легкая 20-мм зенитная установка «Тараск», которая принята на вооружение французской армии под обозначением «Тип 53 Т2».
Именем Тараск назван также один из отрицательных персонажей «Саги о Конане» Р. Говарда — король Немедии.
В компьютерной игре Dota 2 имеется 2 предмета, отсылающие на Тараска. Первый это Heart of Tarrasque с текстовым описанием «Сохранившееся сердце вымершего монстра, с которым его владелец становится мужественнее.». Вторым является RIng of Tarrasque. Также этот предмет существует в Artifact (игра).
В настольной ролевой игре Dungeons & Dragons имеется Тараск. Это чешуйчатый, двуногий монстр, 50 фт. в высоту и 70 фт. в длину, весящий несколько сотен тонн. Является одним из самых сильных существ в игре, разрушающим всё на своём пути и которого почти невозможно убить.
Из D&D Тараск был перенесён в другие ролевые игры, такие как Pathfinder и Pathfinder 2.
В телесериале Netflix «Монахиня-воин» Тараском назвали демона — чудовище из Ада, способное принимать телесную форму на Земле. Сериальный Тараск антропоморфен и имеет мало общего со своим «прототипом».

## В палеонтологии
Тараскозавр (Tarascosaure, Tarascosaurus salluvicus), обнаруженный в 1991 году палеонтологами, в департаменте Од, был назван так в честь Тараска. По мнению учёных являлся хищным динозавром из семейства абелизавридов из группы цератозавров. Полная идентификация в настоящее время ещё не представляется возможной (поэтому даже семейство под вопросом), но найденные остатки свидетельствуют о том, что это был типичный теропод, шагающий на мощных, мускулистых задних лапах. Передние конечности были развиты гораздо слабее. Он был эпизодически показан в 2001 году во второй серии «Планеты динозавров».
Его останки, а также модели в натуральную величину выставлены в музее посвященном динозаврам в коммуне Эспераза.

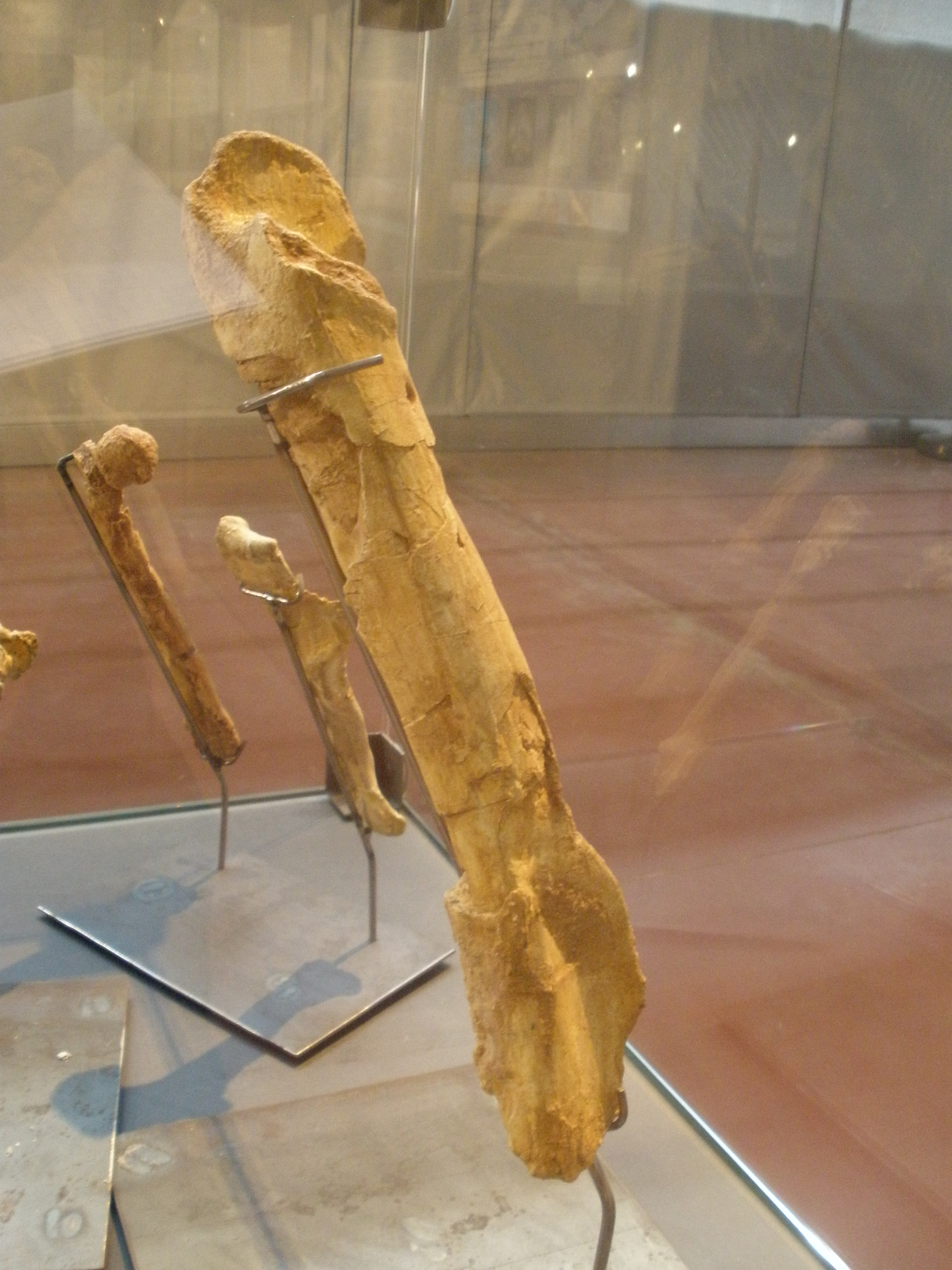
Tarascosaurus salluvicus